# ژاله‌پوش دماغه
ژاله‌پوش دماغه (نام علمی: Drosera capensis) نام یک گونه از سرده ژاله‌پوش است.